# 所罗门的审判 (乔尔乔内)
《所罗门的审判》是意大利文艺复兴大师乔尔乔内的一幅板面油画，表现所罗门的审判题材，绘制于1502–1505年，现藏于佛罗伦萨的乌菲兹美术馆。
该作品的尺寸和主题，与乌菲兹美术馆藏乔尔乔内的另一幅画《摩西的考验》相似。画中犹太王所罗门坐在宝座上，两个女人来到他面前上诉，争夺一个孩子。所罗门运用智慧，识别出其中一个是假的母亲。他们身后的两棵大橡树，将风景分成两部分。